# Gabriela de Frígola Barbaza
Gabriela de Frígola Barbaza   (1861 - 1947) va ser mestre de les Escoles Nacionals de Sant Joan Despí entre els anys 1886 i 1925.

## Biografia
Va ser nomenada mestra per la ciutat de Barcelona, però per malaltia del seu pare va demanar el trasllat a Sant Joan Despí, on exercí de mestre entre els anys 1884 i 1925. Junt amb Joan Perich i Valls (1866-1955) —mestre i marit de Frígola—, va iniciar una campanya a favor de la dignificació de les escoles nacionals amb contundents enfrontaments amb les autoritats de Sant Joan Despí.
A més de mestre, va ser la fundadora de la Caja de Ahorro Escolar de Sant Joan Despí l'any 1894 i presidenta de La Mutual Femenil Despiense l'any 1920.

## Premis i homenatges
Va rebre diferents distincions, com la Creu de l'Orde Civil d'Alfons XII, medalla de plata per Alfons XIII l'any 1902 i diferents diplomes al mèrit com a mestra d'institucions públiques, els anys 1906, 1913 i 1916.
L'any 1925, la Junta Local d'Ensenyament va proposar al Ple de l'Ajuntament que la nova escola de nenes portés el nom de Gabriela de Frígola, en reconeixement de la seva tasca a favor de l'educació de les nenes. La nova escola va portar el seu nom entre els anys 1928 i 1929, però finalment l'escola es va dir "Agrupación Escolar Mixta Casas-Laporte".
Des de l'any 2018, Gabriela de Frígola dona nom al Premi de Relats Breus per a Dones, organitzat per l'Ajuntament de Sant Joan Despí. L'any 2024 van posar el seu nom a un carrer de la ciutat.